# HD 80590
HD 80590，又名CD-33 5973，SAO 200241、HR 3710，是一颗恒星，视星等为6.39，位于銀經260.66，銀緯10.88，其B1900.0坐标为赤經9h 15m 39s，赤緯-33° 10.88′ 48″。